# HD16641
HD16641 — хімічно пекулярна зоря спектрального класу A3, що має видиму зоряну величину в смузі V приблизно 8,6.
Вона  розташована на відстані близько 2470,9 світлових років від Сонця.